# Andrew Fire
Andrew Zachary Fire (Palo Alto, EUA 1959) és un patòleg i genetista estatunidenc guardonat amb el Premi Nobel de Medicina o Fisiologia l'any 2006.

## Biografia
Va néixer el 27 d'abril de 1959 a la ciutat de Palo Alto, població situada a l'estat nord-americà de Califòrnia. Va estudiar matemàtiques a la Universitat de Berkeley, on es va gruduar el 1978, i posteriorment realitzà el seu doctorat en biologia a l'Institut Tecnològic de Massachusetts (MIT) l'any 1983 sota la supervisió de Phillip Allen Sharp. Seguidament es traslladà a Anglaterra, on fou membre del Laboratori de biologia molecular de la Universitat de Cambridge sota la direcció de Sydney Brenner.
Entre 1986 i 2003 fou membre del departament d'embriologia de la Carnegie Institution of Washington a Baltimore, així mateix fou professor de biologia de la Universitat Johns Hoopkins i de Stanford, d'on actualment és professor de patologia i genètica.

## Recerca científica
Interessat en genètica inicià la seva recerca científica sobre l'estructura de l'àcid ribonucleic (ARN). El 1998, en col·laboració amb Craig C. Mello, va demostrar que es podia reduir específicament l'expressió de la proteïna continguda en les cèl·lules del nematode Caenorhabditis elegans introduint trossets d'ARN forans. Aquest fenomen fou denominat ribointerferència o interferència d'ARN (RNAi), una interferència que produeix una degradació de l'ARN missatger (ARNm) i a la inhibició de l'expressió de la proteïna corresponent.
L'any 2006 fou guardonat, juntament amb Craig C. Mello, amb el Premi Nobel de Medicina o Fisiologia pel descobriment de la interferència d'ARN.